# César BK
César Augusto Bernales Koc (Tacna, 27 de noviembre de 1995), conocido por su nombre artístico César BK, es un cantante y compositor peruano, que ha desarrollado su carrera artística en el pop latino, cumbia peruana y balada romántica, además de sus colaboraciones con otros artistas de su país. 

## Biografía
Nació el 27 de noviembre de 1995 en Tacna, bajo el nombre completo de César Augusto Bernales Koc. Mostró su interés en la música desde temprana edad, participando en las actuaciones de su colegio y en un programa concurso de televisión, en el cual se destacaba por sus dotes en el canto.
Estudió la carrera de derecho en la Universidad Peruana de Ciencias Aplicadas, en el cual fue egresado en el grado de bachiller, optando con retirarse de su profesión sin ejercerla para dedicarse a la música.
En el año 2020, inicia su carrera artística bajo el nombre real de César Bernales, incursionándose en la balada romántica, haciendo su debut con el tema musical «Con él». Durante esa época, tomó como influencia musical al cantante Gian Marco.
En medio de la pandemia de COVID-19, Bernales traslada de género al pop latino, utilizando el nombre artístico de César BK, manteniendo su nombre real y añadiendo las iniciales de sus apellidos. En octubre de ese año, estrena su nuevo material musical «Con ella» a dueto con Nino Soto, bajo la producción de la disquera Ozner Entretainment y Sony Music Latin. Ya para esa época, comienza a prestar sus colaboraciones con el productor musical Manuel Garrido Lecca.
Al poco tiempo, continuó trabajando con Ozner Entretainment y Sony Music Latin para el lanzamiento de su tercer sencillo «Carolina» en 2021, bajo el formato de balada-pop y tema musical de su autoría. Además, estuvo en negociaciones para participar en la Competencia Internacional del Festival de la Canción de Viña del Mar para 2022. Participó en los Premios Grammy Latinos en ese año para estrenar sus temas musicales «El precio de la libertad» y «Carolina». A partir de esa época, contraería una relación sentimental con la bailarina, personalidad de televisión y cantante Gabriela Herrera.
En el año 2023, representó a su país en el certamen musical Premios Heat Latin Music de ese año, acompañado de los otros intérpretes locales Cielo Torres, Yahaira Plasencia, Amy Gutiérrez y Álvaro Rod.
Presta su colaboración con el cantante salsero Álvaro Rod para el lanzamiento del tema a dueto «Maldito lunes» en 2023, en el cual presentó su material musical en los Premios Billboard de la Música Latina. Volvió a trabajar con él para el lanzamiento del sencillo Hoy te voy a olvidar en 2024, bajo el formato de salsa urbana.
En febrero de 2024, estrena el siguiente proyecto Se te ve, manteniéndose en el género urbano y añadiendo a la cumbia peruana para la fusión musical. El tema fue propuesto para su participación en los Premios Lo Nuestro y fue producido por la productora The Music From The Company.
En julio de ese año viaja a Colombia para participar en los Premios Icono 2024, en el cual obtendría un reconocimiento por su trayectoria musical.
En ese año, lanza su canción «No me llames más», obteniendo gran aceptación a nivel nacional e internacional, con la colaboración del productor Cubas. Al poco tiempo, se muda a México y obtuvo su radicación en el dicho país para continuar con sus posteriores proyectos.
En noviembre de 2024, estrena el tema musical «Te extraño bebé» del álbum Las que le escribí a mi ex, con la colaboración con el cantante y actor Erick Elera, añadiendo el formato de cumbia pop. Previo a ello, fue parte de la producción de su primer álbum de estudio Después de un año y al fin se ve la luz.

## Discografía

### LPs de estudio
- 2020: Con él
- 2021: Con ella
- 2021: Asuntos pendientes
- 2021: Carolina
- 2022: Bésame
- 2022: Loco
- 2022: Pudo suceder
- 2022: Pudo suceder (Solo versión)
- 2022: Lo siento por nada
- 2023: Modelo de revista
- 2023: Oasis
- 2023: Amigos
- 2023: Maldito lunes
- 2023: Hoy te voy a olvidar
- 2024: Se te ve
- 2024: No me llames más
- 2024: Hoy (versión cumbia)
- 2024: Te extraño bebé
- 2024: Te lo pido de rodillas (versión cumbia)